# Řád křižovníků s červeným srdcem
Řád křižovníků s červeným srdcem – cyriaci (latinsky Canonicus Ordo crucigerorum cum rubeo corde, zvaní někdy též polští křižovníci, či bílí augustini) vznikl jakožto špitálský řád, jemuž papež Alexandr III. dal roku 1179 pravidlo Řehole svatého Augustina, a jejž potom papež Alexandr IV. roku 1256 prohlásil za kanovnický řád, a dal mu hlavní sídlo v Římě při dnes již neexistujícím chrámu Santa Maria de Metrio.

## Historie
Řád se původně jmenoval Bratří řehole kající sv. Augustina blahoslavených mučedníků. V 17. století byli nadáni právem mít pod řádovým červeným křížem červené srdce, od 18. století se nazývali Řeholní kanovníci křížovníci s červeným srdcem blahoslavených mučedníků od pokání.
Řád byl nazván podle mučedníka sv. Cyriaka (zemřel roku 309). Hlavním posláním řádových bratří byla duchovní správa, péče o nemocné ve špitálech a hoštění poutníků. Tito klášterníci byli posláni papežem Inocencem do tehdy pohanské Litvy, do Livonska. Tam je poznal při své výpravě proti pohanským Prusům (14. prosince 1254 – 6. února 1255) český král Přemysl Otakar II.
Roku 1257 nechal polský kníže Boleslav V. se svou manželkou, kněžnou Kingou, založit cyriacký klášter v Krakově.
Řád se vyznačoval společenstvím všeho, společným duchem, úkony, šatem a svatou chudobou. Mniši měli každý nejvýše dva hábity, pro zimu měli nárok na prostý kožich. Jako duchovní měli na temeni hlavy vystříhanou tonzuru (kolečko), vlasy ostříhané mezi tonzurou a ušima na šíři tří prstů. Stříháni byli 15× do roka, vždy v určitý svátek, poprvé na Narození Páně, naposledy v den svatého Ondřeje.

## Cyriaci vČechách

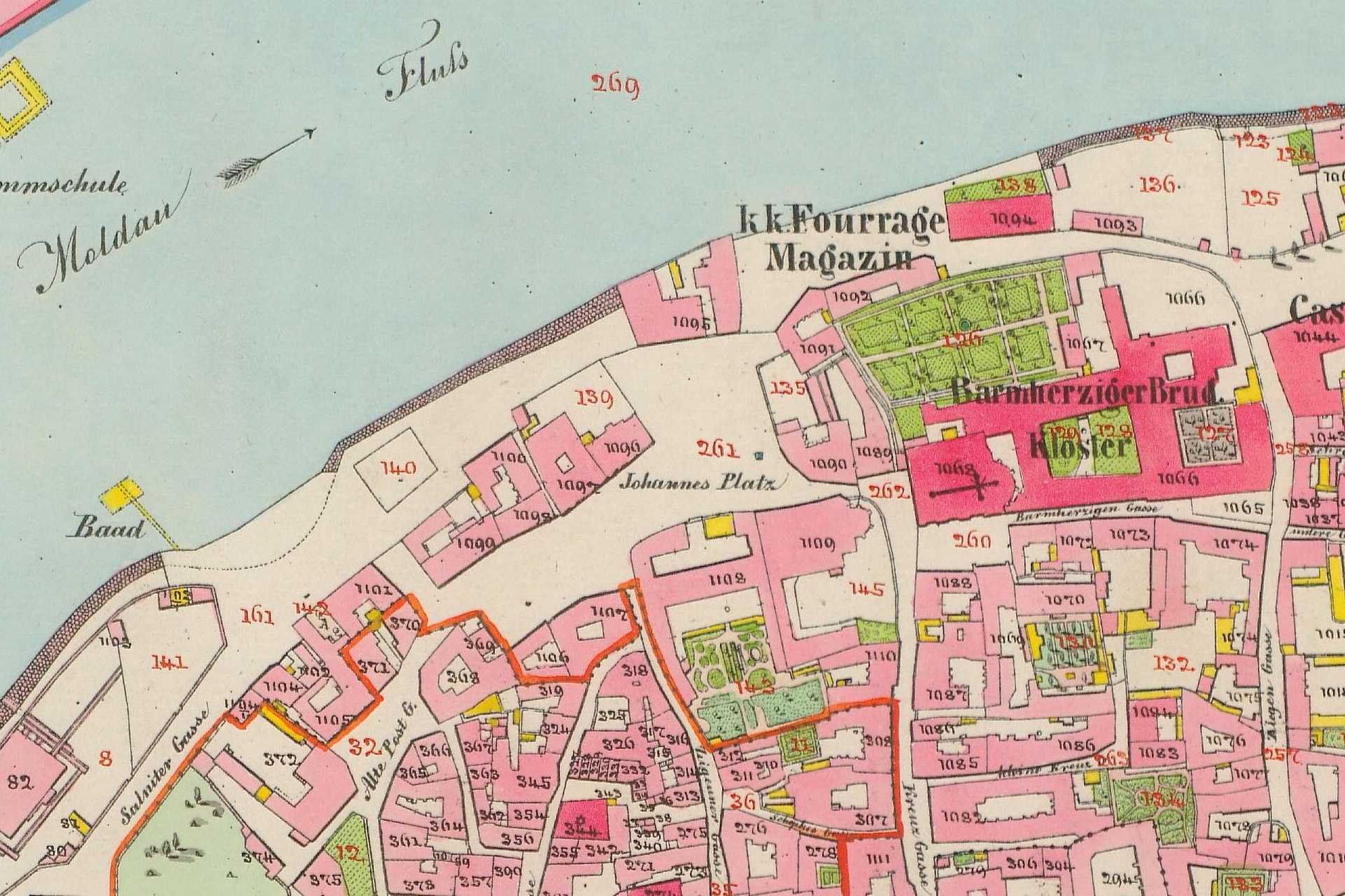
Praha, Staré Město, bývalé Janské náměstí na mapě stabilního katastru. Na jižní straně náměstí je patrný zrušený kostel svatého Kříže většího a cyriacký klášter.

Do Čech byli povoláni bratři cyriaci z Livonska králem Přemyslem Otakarem II. V roce 1256 se jim dostalo od papeže Alexandra IV. nové konstituce povýšením na řád kanovnický. Král jim nechal vybudovat nejstarší konvent v Praze na Starém Městě, v místě řečeném Na Rvačkách, na pustém vltavském břehu, s kostelem svatého Kříže Většího.
Čeští cyriaci se rozšířili z Prahy do Pardubiček (kostel svatého Bartoloměje) (asi 1256), na Chloumek (kostel svatého Václava), na Orlík (zaniklý klášter s kostelem Panny Marie) (před 1280), do Nových Benátek (kostel Panny Marie) (kolem roku 1350). K řádu patřily ještě korporátní fary. Tímto velkým rozšířením bylo způsobeno, že generální převorství bylo přeneseno do Prahy.
17. dubna 1393 rybáři našli tělo Jana Nepomuckého zachycené na pravém břehu Vltavy, nedaleko kláštera (v místech dnešní Základní školy a SPŠ stavební, Dušní 17). Od nich jeho tělo převzali bratři cyriaci, jejichž novicové je uctivě vyzvedli a s úctou odpovídající jeho hodnosti je pochovali v kostele sv. Kříže většího při svém klášteře. Generálním převorem byl tehdy bratr Jan (1373–1403), třetí generální převor řádu, od přenesení sídla řádu do Prahy.
V době husitských válek nezbylo cyriakům než z Prahy po vypálení a vyvraždění pobočných klášterů uprchnout do Polska, kde v Krakově při kostele svatého Marka měli svůj klášter. I jejich farnost měla dříve nebývalé rozměry. Vzhledem k rozšíření české řádové provincie byla správa řádu přenesena do Prahy.
Do Prahy se cyriaci vrátili v roce 1628.

### Svatojánské Navalis
Cyriaci založili 15. května 1715 tradici Svatojánských slavností NAVALIS, které až do zrušení řádu Josefem II. organizovali. V jejich řadách působili také učenci. Archivář a církevní historik Jan Karel Rohn (1711–1779) sepsal a mezi léty 1774–1777 vydal první tři svazky dějin české církve podle krajů pod titulem Antiquitas ecclesiarum, capellarum et monasteriorum...

### Zánik
Roku 1783 byl řád v rámci náboženských reforem Josefa II. zrušen a postupně docházelo také k devastaci pražského kláštera, který při asanaci Starého Města zmizel zcela. Řád křižovníků s červeným srdcem se nejdéle udržel v Polsku, kde jeho provincie zanikla v roce 1832.
Na místě chrámu svatého Kříže Většího stojí dnes Základní škola a SPŠ stavební, Dušní 17.
Po řádu zde zbylo:
- sousoší Pieta z chrámu, nyní kostel sv. Ducha , kam byla přenesena farnost;
- kamenná socha sv. Jana Nepomuckého, nyní před kostelem sv. Ducha;
- ze staveb zbyla ještě kaple svaté Máří Magdaleny pod Letnou, kterou bratří cyriaci postavili na své vinici. Tato kaple byla přesunuta ze svého místa při rozšiřování silnice asi 31 metrů. V tehdejší době to byl první přesun tak velkého objektu.

Sousoší Piety byla zasvěcena 29. kaple Svaté cesty z Prahy do Staré Boleslavi, která byla založena roku 1674.